# Castellers de Sant Cugat
Els Castellers de Sant Cugat són una colla castellera de Sant Cugat del Vallès, al Vallès Occidental, fundada el 1996. El color de la seva camisa és verd Collserola, representant la serra que envolta el municipi. També són coneguts amb el nom de Gausacs.
En el transcurs de l'any 2012, els Castellers de Sant Cugat van descarregar per primer cop a la seva història el 2de8f al XXIV Concurs de castells de Tarragona, tot acompanyant-lo amb el 4de8 i el 3de8(c) i carregant alhora la primera tripleta de vuit fins aleshores.
El 27 d'octubre del 2013, els Castellers de Sant Cugat descarregaven per primer cop a la seva història la tripleta de vuit, amb el 3de8, 2de8f i 4de8, actuació que repetiren al cap de dues setmanes a la seva diada local. El 15 de setembre del 2013 a Valldoreix, els Gausacs aconseguiren descarregar per primer cop el 3de8, tot completant alhora la primera clàssica de vuit del seu historial.

## Història
Els Castellers de Sant Cugat neixen fruit d'una iniciativa del Club Muntanyenc de Sant Cugat quan a finals del 1995 convocaren una xerrada per tal de crear una colla castellera a la ciutat. Mesos més tard, el 23 de febrer de 1996 es constituïa la colla, independent del Club Muntanyenc i amb una junta i tècnica pròpia. La colla es presentaria el mateix any a la Festa Major de Sant Cugat actuant el 30 de juny amb els Castellers de Barcelona i els Xics de Granollers com a padrins, tot aixecant els primers castells de sis. Aquell mateix any aixecarien el 9 de 6, descarregat amb un sol enxaneta. Els castells de 7 arribarien tot just un any després de l'estrena a plaça, concretament amb el 4 de 7. El primer cim de la colla vallesana arribaria amb l'intent de 2 de 7 durant el pas pel XVIII Concurs de castells de Tarragona de l'any 2000, castell que descarregarien a la diada del mateix any. El salt als castells de vuit no arribaria fins al 4 de 8 carregat durant la XI Diada de la Colla l'11 de novembre del 2007. La recuperació de la torre de 7, castell que no s'intentava des del 2004, en una jornada màgica de la Festa Major del 2010 va donar un nou impuls a recuperar el 4 de 8 i engegar el moviment cap a més castells de vuit pisos.

### El salt al 8
A la Festa Major de Sant Cugat de 2011, la colla descarrega finalment el 4 de 8, castell que repetiria tres vegades en aquella temporada, una de les quals a la Diada de l'Esperidió de Tarragona, el que seria el primer castell de 8 de la colla vallesana fora de plaça pròpia. Un any després de descarregar el primer castell de 8, el primer de juliol de 2012 els Castellers de Sant Cugat porten a plaça el primer castell folrat de la colla, el 2 de 8 amb folre, que queda en carregat tot i despenjar-se només acotxador i enxaneta. 4 mesos més tard, en la jornada de dissabte del XXIV Concurs de castells de Tarragona descarreguen finalment el 2 de 8 amb folre i l'acompanyen del primer 3 de 8 carregat de la colla, després de 4 hores d'actuació i d'un intent desmuntat de cada castell, en la millor actuació de la colla fins al moment (id2d8f, id3d8, 4d8, 2d8f, 3d8(c))
El 2013, els de la camisa verd Collserola varen aconseguir dues fites més en el seu historial: el 13 de setembre, a Valldoreix, descarreguen el 3 de 8 per primer cop i l'acompanyen del 4 de 8 i el 2 de 7, configurant així la seva primera clàssica de vuit descarregada. El 26 d'octubre de 2013, proven per segon cop la tripleta de vuit fora de Sant Cugat, a la jornada de l'Espiridió a Tarragona, on el 2 de 8 amb folre els queda només carregat en caure els quarts mentre es descarregava el Castell. La colla es va sobreposar i l'endemà mateix, diumenge 27 d'octubre, a Vilafranca, la colla vallesana descarrega brillantment i per primer cop la tripleta de vuit. Aquesta mateixa actuació la varen repetir el 10 de novembre en el transcurs de la seva diada de la colla.
L'any 2014 té el seu punt àlgid en la consecució del primer lloc en la jornada de dissabte del XXV Concurs de Castells de Tarragona, tot descarregant el 3 de 8, el 2 de 8 amb folre i el 4 de 8, actuació que és el sostre casteller de la colla fins aleshores. El 15 de novembre del 2015, durant la 20a Diada dels Castellers de Sant Cugat, van descarregar el primer 5 de 8 i el primer pilar de 6 de la colla. Conjuntament amb el 3 de 8 i el 4 de 8 descarregats van completar la millor actuació de la colla fins al moment.
Al concurs de l'any 2016, els Gausacs marcarien un nou sostre en la seva història, completant el 2 de vuit amb folre, el 5 de 8 i el 7 de 8, superant així la millor actuació de la colla fins a aquell moment.
Ja l'any 2017, la colla duria a terme la millor temporada de la seva història, entrant en el grup de les colles de nou pisos. A la diada de l'Esperidió, a Tarragona, els Gausacs carregarien el 3 de 9 amb folre. Unes setmanes més tard, a la diada de la Festa de Tardor de Sant Cugat, aconseguirien descarregar aquest mateix castell, acompanyat del 5 de 8 i el 2 de 8 amb folre, signant la nova millor actuació de la història de la colla fins avui en dia.

### El sobrenom: Gausacs
El dolç moment de la colla durant la segona part de la temporada del 2009, provocat en part per una gran entrada de gent nova i compromesa, va anar acompanyat d'un seguit d'actuacions memorables amb tres castells de 7 a tots els desplaçaments d'aquells mesos, amb la recuperació del 3 de 7 per sota a una èpica diada a Sitges el 26 de setembre, i incloent un viatge a Mallorca acollits pels Al·lots de Llevant on es va igualar la millor actuació fora de Sant Cugat amb el 5 de 7, el 3 de 7 per sota i el 4 de 7 amb agulla el 17 d'octubre a Manacor. Aquesta experiència va servir per engegar una dinàmica de creixement constant que es va voler aprofitar per generar una nova crida a la vila i atreure nous i antics castellers, podent encarar la consolidació a la gamma alta de set i l'assalt al 4 de 8. En aquest marc, una reunió al claustre del Monestir de Sant Cugat el maig del 2010 va ser l'inici d'una campanya de comunicació externa amb l'objectiu d'aplegar 100 nous castellers, la qual incloïa l'elecció d'un sobrenom per la colla, que va ser escollit per votació pels membres de la colla: Gausacs. El nom ve donat per la vall de Collserola que uneix la vila amb els cims de la serra, la vall de Gausac.

## Castells

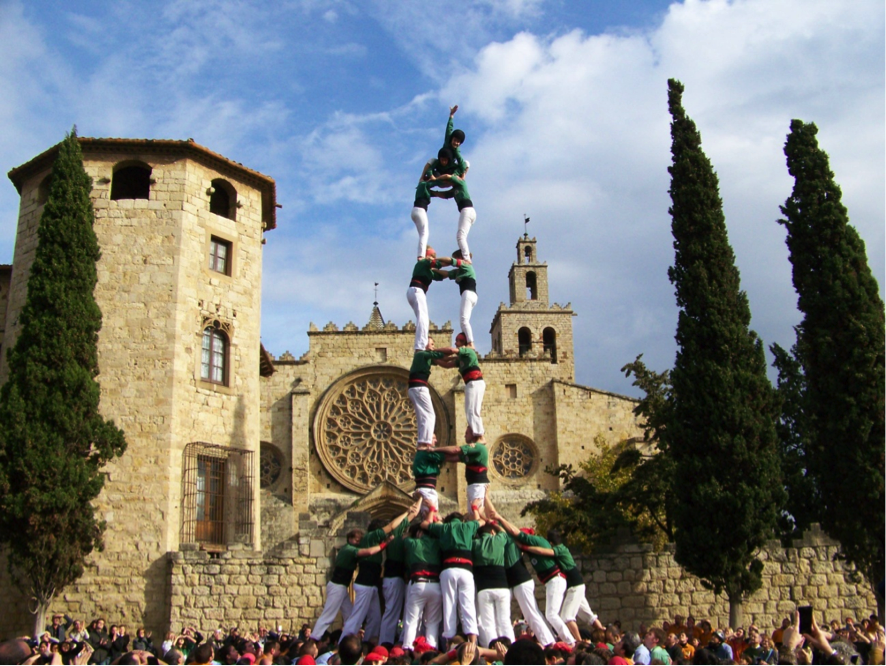
2 de 8 amb folre a la Diada dels Castellers de Sant Cugat (18/11/2012)

La taula de continuació mostra la data, la diada i la plaça en què per primera vegada s'han descarregat, i en què s'han carregat en cas d'haver succeït amb anterioritat, cadascuna de les construccions que la colla ha assolit a plaça, ordenades cronològicament.
| Construcció                        | Data                   | Diada                                       | Plaça                                                                         |
| ---------------------------------- | ---------------------- | ------------------------------------------- | ----------------------------------------------------------------------------- |
| 3 de 9 amb folre                   | 28 d'octubre de 2017   | Festa de la Tardor                          | Plaça d'Octavià, Sant Cugat del Vallès                                        |
| 3 de 9 amb folre (carregat)        | 21 d'octubre de 2017   | XV Diada de l'Esperidió                     | Pla de la Seu, Tarragona                                                      |
| 7 de 8                             | 1 d'octubre de 2016    | XXVI Concurs de castells de Tarragona       | Tarraco Arena Plaça, Tarragona                                                |
| Pilar de 6                         | 15 de novembre de 2015 | 20a Diada dels Castellers de Sant Cugat     | Plaça d'Octavià, Sant Cugat del Vallès                                        |
| 5 de 8                             | 15 de novembre de 2015 | 20a Diada dels Castellers de Sant Cugat     | Plaça d'Octavià, Sant Cugat del Vallès                                        |
| 3 de 8                             | 15 de setembre de 2013 | Festa Major de Valldoreix                   | Plaça de l'Estació, Sant Cugat del Vallès                                     |
| 3 de 8 (carregat)                  | 6 d'octubre de 2012    | XXIV Concurs de castells de Tarragona       | Tarraco Arena Plaça, Tarragona                                                |
| 2 de 8 amb folre                   | 6 d'octubre de 2012    | XXXIV Concurs de castells de Tarragona      | Tarraco Arena Plaça, Tarragona                                                |
| 2 de 8 amb folre (carregat)        | 1 de juliol de 2012    | Festa Major de Sant Pere                    | Zona Esportiva Municipal Rambla del Celler - Pavelló 3, Sant Cugat del Vallès |
| 4 de 8                             | 3 de juliol de 2011    | Festa Major de Sant Pere                    | Plaça d'Octavià, Sant Cugat del Vallès                                        |
| 3 de 7 amb l'agulla                | 15 de novembre de 2009 | Diada dels Castellers de la Vila de Gràcia  | Barcelona                                                                     |
| 4 de 8 (carregat)                  | 11 de novembre de 2007 | XI Diada dels Castellers de Sant Cugat      | Plaça d'Octavià, Sant Cugat del Vallès                                        |
| 3 de 7 aixecat per sota            | 27 de juny de 2004     | Festa Major de Sant Pere                    | Sant Cugat del Vallès                                                         |
| Pilar de 5 aixecat per sota        | 28 d'octubre de 2001   |                                             |                                                                               |
| 2 de 7                             | 19 de novembre de 2000 | Diada dels Castellers de Sant Cugat         | Sant Cugat del Vallès                                                         |
| 3 de 7 aixecat per sota (carregat) | 27 de juny de 1999     | Festa Major de Sant Pere                    | Sant Cugat del Vallès                                                         |
| 4 de 7 amb l'agulla                | 19 de juliol de 1998   | Festa Major de Calafell                     | Calafell                                                                      |
| 5 de 7                             | 28 de juny de 1998     | Festa Major de Sant Pere                    | Sant Cugat del Vallès                                                         |
| 3 de 7                             | 8 de novembre de 1997  | Vígilia de la Diada dels Xics de Granollers | Granollers                                                                    |
| Pilar de 5                         | 29 de juny de 1997     | Festa Major de Sant Pere                    | Sant Cugat del Vallès                                                         |
| 4 de 7                             | 29 de juny de 1997     | Festa Major de Sant Pere                    | Sant Cugat del Vallès                                                         |
| 3 de 6 aixecat per sota            | 29 de juny de 1997     | Festa Major de Sant Pere                    | Sant Cugat del Vallès                                                         |
| 2 de 6                             | 2 de març de 1997      | Diada castellera                            | Sant Cugat del Vallès                                                         |

## Organització
| Temporada | Cap de Colla                                       | President                                   |
| --------- | -------------------------------------------------- | ------------------------------------------- |
| 1996      | Xavier Serres                                      | Pere Vilarasau                              |
| 1997      | Josep Mª Barberà Marc Maymó                        | Pere Vilarasau                              |
| 1998      | Marc Maymó Josep Mª Barberà                        | Pere Vilarasau                              |
| 1999      | Ignasi Escamilla Marc Maymó                        | Josep Mª Tanco                              |
| 2000      | Marc Maymó Ignasi Escamilla                        | Josep Mª Tanco                              |
| 2001      | Jordi Johé Lluís Losantos                          | Rosa Ros                                    |
| 2002      | Lluís Losantos                                     | Rosa Ros                                    |
| 2003      | Àlex Castellarnau Marc Maymó                       | Ignasi Escamilla                            |
| 2004      | Àlex Castellarnau Marc Maymó                       | Ignasi Escamilla                            |
| 2005      | Marc Maymó Marcel Serra                            | Dani Sandoval                               |
| 2006      | Marc Maymó Marcel Serra                            | Dani Sandoval                               |
| 2007      | Marcel Serra                                       | Marçal Pros                                 |
| 2008      | Èric Bellmunt Salva Martínez                       | Marçal Pros                                 |
| 2009      | Èric Bellmunt                                      | Santi Casanova                              |
| 2010      | Èric Bellmunt                                      | Santi Casanova                              |
| 2011      | Èric Bellmunt                                      | Santi Casanova                              |
| 2012      | Toni Castanyer Toni Serra                          | Santi Casanova                              |
| 2013      | Toni Castanyer Toni Serra                          | Santi Casanova                              |
| 2014      | Toni Castanyer                                     | Cristina Jiménez                            |
| 2015      | Àlex Castellarnau Biel Samsó                       | Gemma Aristoy                               |
| 2016      | Àlex Castellarnau Biel Samsó                       | Gemma Aristoy                               |
| 2017      | Àlex Castellarnau Biel Samsó                       | Gemma Aristoy                               |
| 2018      | Èric Bellmunt Toni Serra                           | Gemma Aristoy                               |
| 2019      | Martí Vinyes                                       | Santi Pie                                   |
| 2020      | Marcel Serra                                       | Enric Aguadé                                |
| 2021      | Marcel Serra                                       | Enric Aguadé                                |
| 2022      | Tomàs Baldi Marcel Serra                           | Enric Aguadé                                |
| 2023      | 1r tram Tomàs Baldi Marcel Serra 2n tram Santi Pie | 1r tram Enric Aguadé 2n tram Natalia Megies |
| 2024      | Santi Pie                                          | Víctor Biete                                |

## Grallers i tabalers
Fins al 2010, els grallers dels Gausacs es fornien dels membres de L'escola dels Grallers dels Castellers, la qual ja feia uns anys que funcionava i la valoració n'era ben positiva, ja que permetia tenir un grup propi que interpretava les cançons i els temes més recurrents de la cultura castellera. A més, els grallers de l'escola juntament amb els timbalers d'El Tudell formaven els "Grabals". que és el grup de castellers que, a més de músics, són els encarregats d'acompanyar els camises verdes en tots els seus actes i actuacions, i que també poden acompanyar altres entitats santcugatenques o fins i tot colles castelleres. Com a activitat suplementària, organitzen unes colònies de músics pràcticament cada any.
L'octubre de 2012, en el marc del XXIV Concurs de castells de Tarragona, els Grabals dels Castellers de Sant Cugat van rebre el reconeixement del jurat musical com una de les tres millors formacions del certamen, juntament amb els Xiquets de Reus i la Colla Vella dels Xiquets de Valls.
Actualment els Grabals dels Castellers de Sant Cugat es formen majoritàriament a l'Escola de música tradicional de Sant Cugat, entitat de recent creació, quedant a càrrec de la colla únicament els assajos de grup.